# Ctenomys torquatus
Ctenomys torquatus је врста глодара (Rodentia) из породице туко-тукоа (Ctenomyidae).

## Распрострањење
Ареал врсте је ограничен на мањи број држава. Врста је присутна у Бразилу, Аргентини и Уругвају.

## Начин живота
Исхрана врсте Ctenomys torquatus укључује биљке.

## Угроженост
Ова врста је наведена као последња брига, јер има широко распрострањење и честа је врста.